# Leuchtturm Dagebüll
Der Leuchtturm Dagebüll ist ein stillgelegter Leuchtturm in Dagebüll an der nordfriesischen Nordseeküste.
Der viereckige Backsteinturm wurde 1929 errichtet und diente als Unterfeuer der Richtfeuerlinie Dagebüll bis zu seiner Ablösung durch das Leitfeuer Dagebüllhafen auf der Dagebüller Mole im Hafen Dagebüll im Juni 1988. Er befindet sich im Süden des Ortes am Außendeich beim Betriebshof der Halligbahn Dagebüll–Oland–Langeneß. Nach der durch eine Deicherhöhung notwendig gewordenen Erweiterung um ein zusätzliches Stockwerk im Jahre 1980 ist der Turm 15,20 Meter hoch; das Feuer befand sich auf einer Höhe von 10,30 Metern über dem höchsten Tidenhochwasser. Besonders markant ist das Spitzdach aus Kupfer. Der Leuchtturm war 2010 nicht in die Denkmalschutzliste des Landes Schleswig-Holstein eingetragen.
Der Leuchtturm ist seit 2009 in Privatbesitz und wurde zu einem Mini-Hotel umgebaut. Im Inneren wurde ein Stahlgerüst mit drei Ebenen eingebaut; insgesamt befinden sich fünf Ebenen im Turm: Pool und Sanitärbereich, Schlafebene, oben die Sitzebene, sowie zwei Zwischenebenen, alles über 48 Stufen erreichbar. Die Wände sind mit Wandheizung und ökologischem Lehmputz ausgestattet. Das Mini-Hotel bietet Platz für zwei Personen.